# Brachymenium rubricarpum
Brachymenium rubricarpum là một loài Rêu trong họ Bryaceae. Loài này được (Besch.) Cardot mô tả khoa học đầu tiên năm 1911.